# Motorikken
Motorikken er et kassettebånd fra 1990 der blev lavet i samarbejde med Forbrugerstyrelsen og blev udgivet som led i kampagnen mod børns faldulykker.
Båndet indeholder en musikdel og en historiedel. 
Første del af båndet indeholder numrene Boogaloo, Trolden Motorikken, Månesangen, Hoppesangen, Harrys Ferrari, og Den allersidste sang. Musikken bliver sunget og indspillet af Lone Kellermann og Schimidt'erne.
Anden del af båndet indeholder en historie om trolden Motorikken der tager på eventyr. Historien er indtalt af Lone Kellermann og handler om at Motorikken og familien der tager en tur til stranden, her møder de havmågen Holger som inviterer Motorikken med på en lille flyvetur . 
Turen går bl.a. henover havet og byen. Undervejs besøger de bl.a. havmågens gammel venner havmågen Anker og næsehornet Svend der bor i zoologisk have. Her lærer Motorikken hvordan man fanger sild, og fodrer søløverne. Efter at havde været i zoologisk have, vender de tilbage til stranden igen. 